# Topologische Landkarte
Topologische Landkarte ist ein Terminus aus dem mathematischen Teilgebiet der Topologischen Graphentheorie. Der Terminus hat Bedeutung insbesondere im Zusammenhang mit Untersuchungen zu Färbungsproblemen und hier nicht zuletzt im Zusammenhang mit dem Vier-Farben-Satz und verwandten mathematischen Lehrsätzen.

## Definitionen und Bezeichnungen
- Eine topologische Landkarte {\displaystyle {\mathfrak {K}}} auf einer Fläche {\displaystyle F\subset \mathbb {R} ^{d}\;(d{\text{ ganzzahlig}}\;,\;d\geq 2)} ist ein Tripel {\displaystyle {\mathfrak {K}}=({\mathfrak {L}},{\mathfrak {G}},E)}, wobei {\displaystyle {\mathfrak {L}}} und {\displaystyle {\mathfrak {G}}} zwei endliche Mengensysteme von Teilmengen von {\displaystyle F} sind und {\displaystyle E\subset F} ebenfalls eine endliche Menge darstellt.
  - Dabei ist {\displaystyle {\mathfrak {G}}} die Kantenmenge eines topologischen Graphen in {\displaystyle F} und {\displaystyle E} ist die zugehörige Knotenmenge.
  - {\displaystyle E} besteht genau aus denjenigen Punkten von {\displaystyle F}, welche für eine der Jordankurven {\displaystyle g\in {\mathfrak {G}}} als Anfangs- oder Endpunkt auftreten.
  - Das Mengensystem {\displaystyle {\mathfrak {L}}} besteht genau aus den Wegzusammenhangskomponenten der Komplementmenge {\displaystyle F\setminus \bigcup {\mathfrak {G}}}.
- Man bezeichnet hierbei jedes Element von {\displaystyle {\mathfrak {L}}} als Land, jedes Element von {\displaystyle {\mathfrak {G}}} als Grenzlinie und jedes Element von {\displaystyle E} als Ecke der topologischen Landkarte {\displaystyle {\mathfrak {K}}}.
- Ein Punkt {\displaystyle x\in \mathbb {R} ^{d}} ist Randpunkt eines zu der Landkarte gehörenden Landes {\displaystyle L}, wenn er dem relativen topologischen Abschluss {\displaystyle {\overline {L}}\cap F} von {\displaystyle L} in {\displaystyle F} angehört.
- Zwei Länder {\displaystyle L_{1}} und {\displaystyle L_{2}} von {\displaystyle {\mathfrak {K}}} heißen benachbart oder Nachbarländer, wenn unter den Grenzlinien von {\displaystyle {\mathfrak {K}}} eine vorkommt, welcher ganz aus Randpunkten sowohl von {\displaystyle L_{1}} als auch von {\displaystyle L_{2}} besteht.
- Eine zu einer ganzen Zahl {\displaystyle n>0} gegebene Abbildung {\displaystyle f\colon \,{\mathfrak {L}}\to \{1,\ldots ,n\}} nennt man {\displaystyle n}-Färbung.
  - Die Elemente von {\displaystyle \{1,\ldots ,n\}} bezeichnet man (in Einklang mit den Gepflogenheiten der Graphentheorie) als Farben.
  - Eine {\displaystyle n}-Färbung {\displaystyle f\colon \,{\mathfrak {L}}\to \{1,\ldots ,n\}} heißt zulässig, wenn je zwei benachbarten Ländern vermöge {\displaystyle f} stets zwei verschiedene Farben zugeordnet sind.
  - Gestattet eine topologischen Landkarte {\displaystyle {\mathfrak {K}}} auf {\displaystyle F} für eine ganze Zahl {\displaystyle n>0} eine zulässige {\displaystyle n}-Färbung, jedoch keine zulässige Färbung mit weniger als {\displaystyle n} Farben, so nennt man diese ganze Zahl {\displaystyle n} die chromatische Zahl von {\displaystyle {\mathfrak {K}}} und bezeichnet sie mit {\displaystyle \chi ({\mathfrak {K}})}.
  - Bildet man über alle topologischen Landkarten auf {\displaystyle F} das Supremum   {\displaystyle \sup\{\chi ({\mathfrak {K}}):{\mathfrak {K}}\;{\text{topologische Landkarte auf F}}\}}   aller zugehörigen chromatischen Zahlen und ist diese ganze Zahl {\displaystyle <\infty }, so ist dies die chromatische Zahl von {\displaystyle F}. Sie wird mit {\displaystyle \chi (F)} bezeichnet.[1]

## Anmerkung
- Die untersuchten Flächen sind in aller Regel Flächen {\displaystyle F\subset \mathbb {R} ^{d}\;(d=2,3,4)} .

## Bedeutende Lehrsätze
- Satz von Weiske: Ist {\displaystyle F} der {\displaystyle \mathbb {R} ^{2}} oder die Einheitssphäre {\displaystyle S^{2}}, so gibt es keine Landkarte mit fünf paarweise benachbarten Ländern.[2]
- Zweifarbensatz: Ist {\displaystyle F} ein Rechteck und sind darüber hinaus die Grenzlinien einer gegebenen topologischen Landkarte {\displaystyle {\mathfrak {K}}} so beschaffen, dass jede von ihnen nur zwischen Randpunkten des Rechtecks verläuft oder eine innerhalb des Rechtecks verlaufene geschlossene Jordankurve darstellt, so existiert zu einer solchen topologischen Landkarte {\displaystyle {\mathfrak {K}}} stets eine zulässige {\displaystyle 2}-Färbung.[3]
- Vier-Farben-Satz: Ist {\displaystyle F} der {\displaystyle \mathbb {R} ^{2}} oder die Einheitssphäre {\displaystyle S^{2}}, so existiert zu jeder topologischen Landkarte auf {\displaystyle F} eine zulässige {\displaystyle 4}-Färbung.
- Fünf-Farben-Satz: Ist {\displaystyle M} der {\displaystyle \mathbb {R} ^{2}} oder die Einheitssphäre {\displaystyle S^{2}}, so existiert zu jeder topologischen Landkarte auf {\displaystyle F} eine zulässige {\displaystyle 5}-Färbung.
- Sechsfarbensatz für das Möbiusband: Das Möbiusband {\displaystyle M} hat die chromatische Zahl {\displaystyle {\chi }(M)=6} und es besitzt auf ihm jede topologische Landkarte eine zulässige {\displaystyle 6}-Färbung, wobei es unter diesen auch mindestens eine gibt, die nicht mit fünf Farben auskommt.[4]
- Heawoodsche Ungleichung: Ist für eine ganze Zahl {\displaystyle p>0}   {\displaystyle H_{p}} eine geschlossene orientierbare Fläche vom Geschlecht {\displaystyle p} und ist dabei {\displaystyle m_{p}=\lfloor {\frac {7+{\sqrt {1+48p}}}{2}}\rfloor },[5] so existiert zu jeder topologischen Landkarte auf {\displaystyle H_{p}} eine zulässige {\displaystyle m_{p}}-Färbung. Mit anderen Worten: Für jede derartige Fläche {\displaystyle H_{p}} erfüllt die chromatische Zahl {\displaystyle {\chi }(H_{p})} die Ungleichung {\displaystyle {\chi }(H_{p})\leq m_{p}}.[6]
  - Es gilt sogar für ein solches {\displaystyle H_{p}} stets die Identitätsgleichung {\displaystyle {\chi }(H_{p})=m_{p}}.[7]
  - Insbesondere hat der Volltorus {\displaystyle H_{1}} die chromatische Zahl {\displaystyle {\chi }(H_{1})=7} und es besitzt auf ihm jede topologische Landkarte eine zulässige {\displaystyle 7}-Färbung, wobei unter diesen auch solche vorkommen, die nicht mit sechs Farben auskommen.